# Kanton Bastelica
Bastelica is een voormalig kanton van het Franse departement Corse-du-Sud. Het kanton maakte deel uit van het arrondissement Ajaccio. Het werd opgeheven bij decreet van 24 februari 2014 met uitwerking op 22 maart 2015.

## Gemeenten
Het kanton Bastelica omvatte de volgende gemeenten:
- Bastelica (hoofdplaats)
- Cauro
- Eccica-Suarella
- Ocana
- Tolla